# گوتی (بازیکن فوتبال، زاده ۱۹۸۸)
گوتی (انگلیسی: Guti؛ زادهٔ ۹ ژانویهٔ ۱۹۸۸) بازیکن فوتبال اهل اسپانیا است.
از باشگاه‌هایی که در آن بازی کرده‌است می‌توان به باشگاه فوتبال فوئنلابرادا و باشگاه فوتبال آلباسته بالومپیه اشاره کرد.